# Wysoka (gmina w województwie katowickim)
Wysoka – dawna gmina wiejska istniejąca w latach 1915–1919 i 1973–1974 w Generalnym Gubernatorstwie Warszawskim i woj. katowickim (dzisiejsze woj. śląskie). Siedzibą władz gminy była Wysoka.

## Pierwsza odsłona
Wysoka i jej okolice wchodziły od reformy gminnej 1 stycznia?/13 stycznia 1867 w Królestwie Polskim w skład gminy Rokitno Szlacheckie, która należała do powiatu będzińskiego w guberni piotrkowskiej. Gmina ta była przedzielona na pół Koleją Warszawsko-Wiedeńską.
Gmina o nazwie Wysoka pojawia się po raz pierwszy podczas I wojny światowej (1915–19), kiedy to niemieckie władze okupacyjne wyodrębnili ją 27 lutego 1915 z położonej na zachód od Kolei Warszawsko-Wiedeńskiej części gminy Rokitno Szlacheckie i włączyli do nowego powiatu będzińskiego. W jej skład weszły miejscowości Bugaj, Chruszczobród, Ciągowice, Kuźnica, Turza, Wiesiółka i Wysoka oraz mniejsza, zachodnia część Łaz, która utworzyła odrębną miejscowość, a której sołtysem został urzędnik kolejowy Euzebiusz Gołębiowski. Pierwszym wójtem gminy Wysoka został Jakub Eiger. Część wschodnia gminy Rokitno Szlacheckie (na wschód od Kolei Warszawsko-Wiedeńskiej) weszła w skład powiatu dąbrowskiego w strefie austriackiej. Gmina Wysoka liczyła  w 1916 roku 5561 mieszkańców.
Po wojnie zlikwidowana przez władze polskie i włączona z powrotem do gminy Rokitno Szlacheckie.

## Druga odsłona
Gmina Wysoka została ponownie utworzona w dniu 1 stycznia 1973 roku w powiecie zawierciańskim w woj. katowickim. W jej skład weszły sołectwa Chruszczobród, Chruszczobród Piaski, Ciągowice, Kuźnica Masłońska, Trzebyczka, Turza, Wiesiółka i Wysoka.
1 stycznia 1975 roku gmina została zniesiona, a jej obszar włączony do gminy Łazy